# (11097) 1994 UD1
1994 يو دي 1 (ويعرف أيضًا باسم (11097) 1994 يو دي 1 وفق تسمية الكوكب الصغير) (بالإنجليزية: 1994 UD1)‏ هو كويكب ضمن حزام الكويكبات؛ وترتيبه 11097 من حيث الاكتشاف.
اكتُشف هذا الجُرم الفلكي بواسطة Yoshisada Shimizu ‏ في 31 أكتوبر 1994.

## وصلات خارجية
- (11097) 1994 UD1 في قاعدة بيانات مختبر الدفع النفاث لأجرام النظام الشمسي الصغيرة

- الاكتشاف · مخطط المدار ·  العناصر المدارية · المعلمات المادية

- (11097) 1994 UD1 على موقع ويكي سكاي: DSS2, SDSS, GALEX, IRAS, Hydrogen α, X-Ray, Astrophoto, Sky Map, Articles and images